# NBA 2K20
NBA 2K20 — это баскетбольный спортивный симулятор, разработанный Visual Concepts и изданный 2K Sports, основанный на Национальной баскетбольной ассоциации (НБА). Это 21-я игра в серии NBA 2K. Она вышла 6 сентября 2019 года на PC, Nintendo Switch, PlayStation 4, Xbox One и 18 ноября того же года на облачном сервисе Stadia.

## Разработка и выпуск
Для Xbox One X и Xbox One S были выпущены специальные бандлы, которые включали в себя цифровую версию игры.

## Восприятие
| Сводный рейтинг    | Сводный рейтинг                        |
| Агрегатор          | Оценка                                 |
| ------------------ | -------------------------------------- |
| GameRankings       | 75,92 %                                |
| Metacritic         | (XONE) 80/100 (PS4) 78/100 (PC) 74/100 |
| Иноязычные издания |                                        |
| Издание            | Оценка                                 |
| Game Informer      | 8,5/10                                 |
| GameRevolution     | [ 10 ]                                 |
| IGN                | 7,8/10                                 |

В мае 2020 года игра возглавила европейский чарт по загрузкам на PlayStation Store.

### Награды
| Год  | Награда                     | Категория                        | Результат | Примечания    |
| ---- | --------------------------- | -------------------------------- | --------- | ------------- |
| 2019 | Gamescom                    | Лучший игровой симулятор         | Номинация | [ 13 ]        |
| 2019 | Titanium Awards             | Лучшая спортивная/гоночная игра  | Победа    | [ 14 ] [ 15 ] |
| 2020 | 23rd Annual D.I.C.E. Awards | Спортивная игра года             | Номинация | [ 16 ]        |
| 2020 | NAVGTR Awards               | Control Design, 2D or Limited 3D | Номинация | [ 17 ]        |
| 2020 | NAVGTR Awards               | Control Precision                | Номинация | [ 17 ]        |
| 2020 | NAVGTR Awards               | Game, Franchise Sports           | Номинация | [ 17 ]        |